# Східносибірське нагір'я
Східносибірське нагір'я (рос. Восточно-Сибирское нагорье) — одна з найбільших гірських систем Російської Федерації. Розташоване між Центральноякутською низовиною та Беринговою протокою. Весь терен Східносибірського нагір'я має дуже низьку щільність населення.
У деяких районах Східносибірського нагір'я, таких як Кігіляхський хребет і Оймяконське плоскогір'я, зустрічаються кигиляхи — скельні утворення, що є священними для якутів

## Географія
Східносибірська система складається з декількох окремих ділянок гірських хребтів, на північ і південь від Полярного кола. Основна група хребтів простягається на відстань майже 3000 км від долини річки Лени до мису Дежнєва, на східному краю півострова Чукотка. Хоча нагір'я має завширшки приблизно 1200 км, високогірна область майже розрізана навпіл Східносибірською низовиною, яка простягається на північ в центральній частині. На південному заході межа чітко не визначена, оскільки вона перекривається системою Південносибірських гір. Через гірську місцевості великі ділянки східносибірського нагір'я є незаселеними. Найбільше місто — Магадан.

### Хребти
- Верхоянський хребет
  - Хараулахський хребет
  - Куларський хребет
  - Орулган
  - Усть-Вілюйський хребет
  - Сетте-Дабан
- Сунтар-Хаята
- Яно-Оймяконське плоскогір'я
  - Ельгінське плоскогір'я[ru]
  - Оймяконське плоскогір'я
  - Янське плоскогір'я[en]
- Кюндюлюн[en]
- Хребет Черського
  - Селенняхський хребет[en]
  - Момський хребет
  - Улахан-Чистай
  - Аннгачак[en]
  - Арга-Тас[en]
  - Тас-Кистабит
- Юкагирське плоскогір'я
- Нерське плоскогір'я[en]
- Колимське нагір'я
  - Омсукчанський хребет[en]
- Анадирське плоскогір'я
  - Анадирське плато
  - Анюйський хребет
  - Ілірнейський кряж[en]
  - хребет Кирганай[en]
  - Чуванайські гори[en]
- Чукотське нагір'я
  - Чантальський хребет
  - Пекульней
- Джугджур
- Коряцьке нагір'я
  - Рариткін
  - Уквушвуйнен

## Гідрографія
Основними річками величезного регіону є Яна, Індигірка, Колима та її притока Омолон, а також Анадир

## Клімат, флора і фауна
У цьому регіоні зафіксовано найнижчі у світі температури для населених місць. На півдні Східносибірської гірської системи лежить район Оймяконської западини, де зареєстровані рекордно низькі температури, хоча регіон знаходиться приблизно за 3000 км) на південь від географічного Північного полюса
Нижні схили хребтів, як і долини, значною мірою покриті тайгою. На нижніх схилах зустрічається Сибірський кутозуб, вид, відомий тим, що переживає глибокі заморозки — до −45°C

### Екорегіони
- Тундра Чукотського півострова
- Черсько-Колимська гірська тундра
- Тайга Північно-Східного Сибіру